# Stephinates
Stephinates (auch Tefnachte II.) war nach Manetho zweiter „König“ der „protosaitischen Dynastie“, die vor Beginn der 26. Dynastie angesetzt wird. Stephinates regierte von 695 bis 688 v. Chr. mit einer Dauer von sieben Jahren. Als griechische Namensentsprechung liegt wohl die altägyptische Form „Tefnacht“ („Seine Stärke“) zugrunde.
Da keine Denkmäler von Stephinates belegt sind, war er wahrscheinlich ein lokaler Vasall der 25. Dynastie. Wolfgang Helck sieht in ihm einen möglichen Sohn des Bakenrenef.